# مقاطعة نيشوبا (ميسيسيبي)
مقاطعة نيشوبا هي مقاطعة في مسيسيبي، بلغ عدد سكانها 29٬676  نسمة، في 2010، عاصمتها فيلادلفيا، تبلغ مساحتها 1٬481 كيلومتر مربع.

## الموقع
تشترك في الحدود مع:
- مقاطعة وينستون (ميسيسيبي)
- مقاطعة نيوتن (ميسيسيبي)
- مقاطعة كمبر (ميسيسيبي)
- مقاطعة ليك (ميسيسيبي).

## التقسيمات الإدارية
- فيلادلفيا.